# I Thank You

## СинглSam & Dave
I Thank You (с англ. — «Я благодарю тебя») — песня, написанная в 1967 году Дэвидом Портером и Айзеком Хейзом, впервые записанная дуэтом Sam & Dave в 1968 году и выпущенная синглом. Последний большой хит дуэта, очень популярного в конце 1960-х.
Текст песни — это любовная лирика, связанная общим рефреном: «Ты не должна была любить меня так, но ты любила и я благодарю тебя».
Обозреватель Allmusic.com назвал песню «зажигательной и бескомпромиссной».
На стороне «B» сингла находилась песня Wrap It Up (с англ. — «Завязывай»).
Сингл достиг девятой позиции в Billboard Hot 100, 34-й в UK Singles Chart и 4-й позиции в чарте Hot R&B/Hip-Hop Songs.
Впоследствии песня неоднократно исполнялась и записывалась различными музыкантами, например её записали на своих релизах Бонни Рэйтт (1979), Джон Фарнем (2000), Tower of Power (2009), Bon Jovi (1995), Пол Роджерс (2014), Том Джонс (1970). Особого внимания заслуживает кавер-версия группы ZZ Top, записанная на альбоме Degüello и выпущенная синглом.
Песня входит в состав саундтрека фильма Собачья жизнь

## СинглZZ Top
I Thank You (с англ. — «Я благодарю тебя») — десятый сингл американской блюз-рок группы ZZ Top, первый сингл альбома Degüello.
Сингл записывался в 1979 году в ходе работы над альбомом Degüello.
ZZ Top, изменив в тексте песни всего лишь несколько предлогов, придали её совсем другой, скабрёзный оттенок. Так вместо «squeeze me» (рус. [я не заставлял тебя] «обнимать меня») ZZ Top поют «squeeze it» (рус. [я не заставлял тебя] «дрочить мне»), вместо «shake me» («встряхнуть меня») Гиббонс поёт «shake it» (в контексте песни «скакать на мне»).
Кавер-версия ZZ Top базируется на тех же корнях соул-музыки, что и в оригинале, но сыграна группой в стиле «вкусного техасского блюз-буги». Многие критики особо отмечают вокал Гиббонса: «I Thank You сжигает напрочь — эй, почему же каждый думает о том, что Гиббонс так мало поёт»
Сингл был выпущен в 1979 году и добрался до 34 позиции в Billboard Hot 100.
На стороне B релиза находилась композиция с того же альбома A Fool For Your Stockings (с англ. — «Сдурел из-за твоих чулок»). Также существовал вариант промосингла с записью на обеих сторонах песни I Thank You в моно- и стерео- вариантах

### Участники записи
- Билли Гиббонс — гитара, вокал
- Дасти Хилл — бас-гитара
- Фрэнк Бирд — ударные, перкуссия

Технический состав
- Билл Хэм — продюсер
- Терри Мэннинг — звукооператор